# Северен остров (Нова Зеландия)
Северният остров (на английски: North Island, на маорски: Te Ika-a-Māui) е остров в югозападната част на Тихия океан, най-северния и втори по големина от трите големи острова на Нова Зеландия. На юг широкия 35 km проток Кук го отделя от Южния остров на Нова Зеландия. Площта му е 113 729 km² (14-то място в света).

## Брегова линия
С изключение на северното му крайбрежие, което е силно разчленено, останалите брегове на Северния остров са преобладаващо праволинейни, но предимно високи и стръмни. На северозапад и изток са разположени широко отворените заливи Пленти и Хок, а на юг са по-малките Палисър и Порт Никълсън. В северната му част далеч на север-северозапад (на около 400 km) се простира т.нар. Северен полуостров. Неговото крайбрежие е силно разчленено от множество малки заливи и лагуни (Манукау, Каипара, Хокианга, Ахипара, Грейт Ексибишън, Бей ъф Айлъндс, Брим, Хаураки, Фърт ъф Темз и др.), полуострови и крайбрежни острови (Грейт Бариер, Литъл Бариер, Уаихене и др.

## Релеф
Релефът на северния полуостров е предимно равнинен и хълмист с максимална височина 750 m, докато останалата част на Северния остров е заета от планини и плата със средна височина около 1700 m. Покрай западното, източното и южното крайбрежия се простират планински хребети: масива Егмонт (2517 m) на запад, хребетите Раукумара (1753 m) и Хуиарау (1403 m) на изток, Руахине (1733 m), Пукетои (802 m) и Тараруа (1571 m) на юг. Централните части на острова са заети от вулканичното плато Таупо, където се издигат конусите на действащите вулкани Тонгариро (1978 m), Нгаурухое (2291 m) и Руапеху (2796 m, най-високата точка на Северния остров). В района на платото Туапо има множество гтермални извори, гейзери и топли езера. На североизток, север и югозапад се простират тесни крайбрежни равнини.

## Климат, води, растителност
Климатът на Северния новозеландски остров е субтропичен, морски със средна годишна температура 19°С. През острова протича най-голямата новозеландска река Уайкато (425 km). Други по-големи реки са Уонгануи (290 km) и Рангитикеи (241 km). В централната му част е разположено и най-голямото езеро на Нова Зеландия – Таупо (623 km²). Значителна част от територията на острова е земеделски усвоена и предимно във високите планински райони и националните паркове („Тонгариро“, „Уревера“, „Егмонт“ и др.) са се съхранили гори от бук, бор каури, подокарпус и др.

## Население, стопанство
Коренното население на острова и като цяло на Нова Зеландия са маорите. На Северния остров живее около 76% от населението на Нова Зеландия, като през 2010 г. то наброява 3 328 700 души. Най-големите градове са: Уелингтън (столицата на страната), Окланд (най-големия град на страната), Хамилтън, Тауранга, Лоуер Хат, Нейпир, Ню Плимут. Северният остров е основният животновъден район на страната, ориентиран в месо-млечно производство.

## Историческа справка
През 1642 г. холандският мореплавател Абел Тасман открива и проследява целия западен бряг на острова от протока Кук (той го приема за залив) на юг до нос Мария ван Димен на север. от 8 октомври до 30 декември 1769 г. великият английски мореплавател Джеймс Кук открива и детайлно картира останалите брегове на острова. Вътрешността на острова е изследвана опозната и карторгафирана от английски мисионер и ботаник Уилям Колензо от 1834 до смъртта си през 1899 г.